# Condado de Greene (Alabama)
O Condado de Greene (em inglês:  Greene County) é um dos condados do estado do Alabama, Estados Unidos. É considerado o condado menos populoso do Alabama; de acordo com o censo de 2022, sua população é de 7.422 habitantes. A sede do condado e sua maior cidade é Eutaw. O nome do condado é em homenagem ao general Nathanael Greene, de Rhode Island, que combateu na Guerra da Independência dos Estados Unidos.

## História
O condado de Greene foi fundado em 13 de dezembro de 1819. Eutaw foi escolhida como sede do condado em 1838, por ser uma localização mais centralizada em relação à antiga sede, Erie. O fato de ser designada como sede estimulou o crescimento de Eutaw.

### Período da Reconstrução (1865 - 1876)
Em 1867, a legislatura da Reconstrução organizou o condado de Hale a partir de porções de Greene e de outros condados vizinhos. Este foi um período de constantes insurgências por parte dos brancos, que desejavam manter o domínio sobre a população afro-americana.
A corte do condado em Eutaw foi incendiada deliberadamente em 1868, um ano que registrou uma violência eleitoral considerável ao longo de todo o Sul. Em 31 de março de 1870, houve ao menos dois ataques realizados por insurgentes no condado de Greene. James Martin, um proeminente republicano negro, foi baleado e ferido por um atirador não-identificado próximo de sua casa, em Union, Alabama. Enquanto um médico tentava remover a bala para ajudá-lo, o atirador o interrompeu e levou Martin dali. Ele desapareceu, provavelmente morto.
Na mesma noite, o procurador do condado, Alexander Boyd, um branco republicano nativo da Carolina do Sul e residente no Alabama, foi assassinado pela Ku Klux Klan em seu hotel, em Eutaw. A teoria que prevalece entre os historiadores para a queima do tribunal local era a de que os registros de aproximadamente 1800 petições dos libertos contra os antigos senhores estavam em iminência de serem processados, tendo o fogo as destruído. As mortes de Martin e Boyd eram atos típicos da Klan, que atacava os funcionários republicanos e simpatizantes com os libertos, além de libertos, especialmente políticos.
Embora o governador William Hugh Smith tenha enviado um agente especial, John Minnis, para investigar as mortes, este foi incapaz de identificar os assassinos de Boyd (servindo posteriormente à Procuradoria do Estados Unidos, Minnis processou homens da Klan sob o regime legal dos Enforcement Acts). Ele sugeriu que os assassinos provinham do Mississippi. Um grande júri foi convocado para analisar a morte de Boyd, mas ninguém foi processado. Não houve júri para a morte de Martin.
No outono de 1870, mais dois negros republicanos foram mortos em uma onda de violência eleitoral. No comício republicano de 25 de outubro de 1870, que constou com a participação de 2000 negros, em Eutaw, integrantes da Klan atacaram a multidão na praça da corte, deixando um rescaldo de quatro negros mortos e 54 feridos. Após o distúrbio, a maioria da população negra se afastou da política ou votou em candidatos democratas em função do medo de represálias.

### Era dos Direitos Civis (1964 - 1970)
Em 30 de julho de 1969, o condado entrou para a história por ser o primeiro do Sul, desde o período da Reconstrução, no qual tanto a comissão quanto o conselho escolar eram majoritariamente compostos por negros. Impedido de figurar nas cédulas de votação durante a eleição geral de novembro de 1968, o novo "Partido Democrático nacional do Alabama" (National Democratic Party of Alabama) peticionou na corte federal e uma eleição especial foi ordenada. No novo resultado, os candidatos afro-americanos ganharam quatro dos cinco assentos disponíveis na Comissão do Condado de Greene (Greene County Comission), e dois assentos adicionais no Conselho Escolar de Greene (Greene County School Board) de cinco membros, e o Montgomery Advertiser ressaltou no dia seguinte que "a eleição deu aos negros o controle das principais instituições de governo - a primeira vez no Alabama." A data da eleição foi a "base para o fortalecimento político negro no Alabama," levando os candidatos afro-americanos a finalmente possuírem o direito de governar os condados onde os residentes brancos eram a minoria.

## Geografia
De acordo com o censo, sua área total é de 1.709 km², destes sendo 1.676 km² de terra e 33 km² de água. 90% das fronteiras do condado são delimitadas pelos três principais rios que o atravessam: o Tombigbee, o Black Warrior e o Sipsey.

### Condados adjacentes
- Condado de Pickens, norte
- Condado de Tuscaloosa, nordeste
- Condado de Hale, leste
- Condado de Marengo, sul
- Condado de Sumter, sudeste

## Transportes

### Principais rodovias
- I-20
- I-59
- US 11
- US 43
- State Route 14
- State Route 39

## Demografia
De acordo com o censo de 2022:
- População total: 7.422
- Densidade: 4 hab/km²
- Residências: 4.278
- Famílias: 2.849
- Composição da população:
  - Brancos: 18,4%
  - Negros: 79,7%
  - Nativos americanos e do Alaska: 0,5%
  - Asiáticos: 0,4%
  - Duas ou mais raças: 1%
  - Hispânicos ou latinos: 1.9%

## Comunidades

### Cidades
- Eutaw (sede)

### Vilas
- Boligee
- Forkland
- Union

### Comunidades não-incorporadas
- Clinton
- Crawford Fork
- Jena
- Knoxville
- Mantua
- Mount Hebron
- Pleasant Ridge
- Tishabee
- West Greene